# كارلوس لوبيز ريفيرا
كارلوس لوبيز ريفيرا (بالإنجليزية: Carlos López Rivera)‏ هو سياسي أمريكي، ولد في 14 سبتمبر 1958 في الولايات المتحدة. حزبياً، نشط في Popular Democratic Party (Puerto Rico) ‏.